# Neoserixia schwarzeri
Neoserixia schwarzeri là một loài bọ cánh cứng trong họ Cerambycidae.